# Raven Dauda
Raven Dauda (Toronto, 22 luglio 1973) è un'attrice canadese.
È nota per aver interpretato Maggie Clegg, mamma di Nick Clegg, il miglior amico della protagonista della serie Annedroids (2014-2017) e l'ufficiale medico della USS Discovery Tracy Pollard nella serie televisiva di fantascienza Star Trek: Discovery (2018-2024). È vincitrice nel 2018 di un Dora Awards, per la sua interpretazione di Addicted, e nel 2023 di un ACTRA Awards, per la sua interpretazione di Cinque giorni al Memorial.

## Biografia
Raven Dada è originaria della città di Toronto, in Ontario, Canada. Prima di diventare attrice è stata un'atleta, esperta di taekwondo, disciplina in cui ha ottenuto il grado di cintura nera. Inizia la carriera di attrice nel 1997, quando prende parte al film diretto da Dwight H. Little, Delitto alla Casa Bianca (Murder at 1600), cui fanno seguito alcuni film per la televisione tra il 1998 e il 2000. Nel 2004 è nel cast fisso della seconda stagione della serie televisiva Paradise Falls, in cui interpreta il personaggio di Kelly Fairview.
Nel 2018 è a teatro con il monologo, scritto, diretto e interpretato da lei stessa, Addicted, nel quale impersona 10 personaggi differenti affetti da dipendenze, confrontandosi sul tema delle dipendenze da sostanze stupefacenti, sesso, zucchero, ecc. e riportando anche la propria personale esperienza. Il personaggio principale è Penelope Day, un'alcolizzata che nel momento in cui si riabilita presso la struttura Saving Grace, si deve confrontare con i propri demoni interiori, chiedendosi che cosa sia vero e che cosa no, costringendosi a ripulirsi così da potersi letteralmente salvare la vita. Nel 2018 Addicted le vale il premio Dora Awards per la miglior interpretazione.
Sempre dal 2018 entra anche a far parte del cast di Star Trek: Discovery, sesta serie live action del franchise di fantascienza Star Trek, creato da Gene Roddenberry negli anni sessanta, e prima del cosiddetto Expanded Universe, creato dallo showrunner Alex Kurtzman. Nella serie vi interpreta la dottoressa Tracy Pollard, che presta servizio nell'infermeria della USS Discovery, sotto il comando del medico capo di bordo Hugh Culber (Wilson Cruz). Tracy Pollard è tra i membri del'equipaggio della Discovery che si offrono volontari per rimanere a bordo della nave stellare e accompagnare Michael Burnham (Sonequa Martin-Green) nel XXXII secolo.

## Vita privata
Raven Dauda è stata dipendente da alcool, tabacco e zucchero. Frutto del suo percorso di recupero, è il monologo teatrale Addicted, che l'ha impegnata proprio nel momento in cui doveva trovare qualcosa a cui dedicarsi per tenersi impegnata, così da evitare di ricadere nella sua dipendenza.

## Filmografia

### Attrice

#### Cinema
- Murder at 1600 - Delitto alla Casa Bianca (Murder at 1600, regia di Dwight H. Little (1997)
- Gossip, regia di Davis Guggenheim (2000)
- Prima dell'apocalisse (Left Behind), regia di Vic Sarin (2000)
- Saldato (Paid in Full), regia di Charles Stone III (2002)
- Il monaco (Bulletproof Monk), regia di Paul Hunter (2003)
- Childstar, regia di Don McKellar (2004)
- Stronger, regia di Debra Felstead - cortometraggio (2004)
- Mind Me Good Now, regia di Chris Cormier e Derek Cummings - cortometraggio (2005)
- Hooked on Speedman, regia di Michelle Ouellet (2008)
- Road to Testify, regia di Powys Dewhurst - cortometraggio documentario direct-to-video (2010)
- Poker Night, regia di Chris John (2013)
- Anatomy of Assistance, regia di Cory Bowles - cortometraggio (2013)
- Bejide, regia di Joel Keller - cortometraggio (2013)
- Greta, regia di Neil Jordan (2018)
- Confini e dipendenze (Crisis), regia di Nicholas Jarecki (2021)
- Stay the Night, regia di Renuka Jeyapalan (2022)
- The Pros and Cons of Killing Yourself, regia di Ravi Steve - cortometraggio (2023)

#### Televisione
- Bad As I Wanna Be: The Dennis Rodman Story, regia di Jean de Segonzac - film TV (1998)
- Impara a volare (Free of Eden), regia di Leon Ichaso - film TV (1998)
- A Slight Case of Murder, regia di Steven Schachter - film TV (1999)
- Psi Factor (PSI Factor: Chronicles of the Paranormal) - serie TV, episodio 4x02 (1999)
- The Courage to Love, regia di Kari Skogland - film TV (2000)
- Livin' for Love: The Natalie Cole Story, regia di Robert Townsend - film TV (2000)
- A Colder Kind of Death, regia di Brad Turner - film TV (2001)
- Doc - serie TV, episodio 1x07 (2001)
- Soul Food - serie TV, episodio 2x20 (2002)
- Mutant X - serie TV, episodio 1x15 (2002)
- A proposito di Eddie (Tru Confessions), regia di Paul Hoen - film TV (2002)
- Agente speciale Sue Thomas (Sue Thomas: F.B.Eye) - serie TV, episodio 1x09 (2003)
- Odyssey 5 - serie TV, episodio 1x19 (2003)
- Bliss - serie TV, episodio 2x08 (2003)
- Kid Notorious - serie TV, episodio 1x01 (2003)
- Una nuova vita per Zoe (Wild Card) - serie TV, episodio 1x18 (2004)
- Celeste in città (Celeste in the City), regia di Larry Shaw - film TV (2004)
- The Newsroom - serie TV, episodio 2x08 (2004)
- La corte di Alice (This Is Wonderland) - serie TV, episodio 1x12 (2004)
- L'undicesima ora (The Eleventh Hour) - serie TV, episodi 2x12-2x13 (2004)
- Un matrimonio quasi perfetto (Love Rules!), regia di Steven Robman (2004)
- Paradise Falls - serie TV, 14 episodi (2004)
- 72 Hours: True Crime - serie TV, episodio 1x15 (2004)
- Riding the Bus with My Sister, regia di Anjelica Huston - film TV (2005)
- Scacco matto nel Bronx (Knights of the South Bronx), regia di Allen Hughes - film TV (2005)
- ReGenesis - serie TV, episodio 2x10 (2006)
- Across the River to Motor City - serie TV, 6 episodi (2007)
- 'Da Kink in My Hair - serie TV, episodi 1x08-2x10-2x12 (2007-2009)
- Cra$h & Burn - serie TV, 4 episodi (2009-2010)
- The Bridge - serie TV, episodio 1x01 (2010)
- Il socio (The Firm) - serie TV, episodio 1x01 (2012)
- Saving Hope - serie TV, 8 episodi (2012-2017)
- Nikita - serie TV, episodio 3x21 (2013)
- Rookie Blue - serie TV, episodio 5x01 (2014)
- Orphan Black - serie TV, episodi 2x04-2x06-2x07 (2014)
- Annedroids - serie TV, 27 episodi (2014-2017)
- Indagini ad alta quota (Mayday) - serie TV, episodio 13x05 (2015)
- Heroes Reborn - miniserie TV, puntate 9-10-11 (2015-2016)
- Frammenti di un inganno (The Stepchild), regia di Roma Roth - film TV (2016)
- Rogue - serie TV, episodio 3x18 (2016)
- Strana squadra (Odd Squad) - serie TV, episodio 2x04 (2016)
- Suits - serie TV, episodi 6x06-6x09-6x10 (2016)
- A Nutcracker Christmas, regia di Michael Lembeck - film TV (2016)
- Designated Survivor - serie TV, episodi 1x07-1x12-1x13 (2016-2017)
- Mary Kills People - serie TV, episodi 1x03-1x05-1x06 (2017)
- What Would Sal Do? - serie TV, 4 episodi (2017)
- Bruno & Boots: This Can't Be Happening at Macdonald Hall, regia di Vivieno Caldinelli - film TV (2017)
- Bruno & Boots: The Wizzle War, regia di Vivieno Caldinelli - film TV (2017)
- The Stanley Dynamic - serie TV, episodio 2x10 (2017)
- La nebbia (The Mist) - serie TV, episodio 1x05 (2017)
- Played - serie TV, episodio 1x01 (2017)
- Salvation - serie TV, 7 episodi (2017)
- Failing Water - serie TV, 6 episodi (2018)
- The Expanse - serie TV, episodi 3x02-3x04-3x07 (2018)
- Condor - serie TV, episodio 1x03 (2018)
- Jack Ryan - serie TV, episodio 1x08 (2018)
- Impulse - serie TV, 4 episodi (2018-2019)
- I misteri di Murdoch (Murdoch Mysteries) - serie TV, episodi 1209-13x14 (2018-2020)
- Star Trek: Discovery - serie TV, 17 episodi (2018-2024)
- Private Eyes - serie TV, episodio 3x06 (2019)
- Creeped Out - Racconti di paura (Creeped Out) - serie TV, episodio 2x07 (2019)
- First Person - serie TV, 1 episodio (2019)
- Hudson & Rex - serie TV, 4 episodi (2019-2022)
- Spinning Out - serie TV, episodio 4 episodi (2020)
- Utopia Falls - serie TV, 7 episodi (2020)
- The Umbrella Academy - serie TV, 4 episodi (2020)
- Grand Army - serie TV, 4 episodi (2020)
- Nurses - serie TV, episodi 1x01-1x10-2x04 (2020-2021)
- Beware of the Midwife, regia di Max McGuire - film TV (2021)
- A Date with Danger, regia di Cat Hostick - film TV (2021)
- Titans - serie TV, episodio 3x06 (2021)
- The Hot Zone - Area di contagio (The Hot Zone) - serie TV, 4 episodi (2021)
- The Hard Boys - serie TV, 6 episodi (2022)
- Cinque giorni al Memorial (Five Days at Memorial), regia di John Ridley, Wendey Stanzler e Carlton Cuse - miniserie TV, 5 puntate (2022)
- Spellbound - serie TV, episodi sconosciuti (2023)
- Robin Hood - serie TV, episodio 1x07 (2023)
- Yes, Chef! Christmas, regia di Max McGuire - film TV (2023)
- Mr. Monk's Last Case: A Monk Movie, regia di Randall Zisk – film TV (2023)
- Dying in Plain Sight, regia di Michelle Ouellet - film TV (2024)
- Side Huslter Nightmare, regia di Annie Bradley - film TV (2024)

### Doppiatrice

#### Televisione
- Da Boom Crew - serie animata, 13 episodi (2004-2005)
- The Dating Guy - serie animata, episodio 2x08 (2010)
- Top Wing - serie TV, episodi 1x02-1x02-2x05 (2017)
- Go Away, Unicorn! - serie animata, 4 episodi (2018-2020)
- Clifford the Big Red Dog - serie animata, 26 episodi (2019-2021)
- The Magic School Bus Rides Again - serie animata, episodio 3x04 (2021)

#### Videogiochi
- Biohazard Outbreak, regia di Eiichiro Sasaki (2003)

## Doppiatrici italiane
Nelle versioni in italiano delle opere in cui ha recitato, Raven Dauda è stata doppiata da:
- Paola Majano in The Umbrella Academy
- Daniela Cavallini in Grand Army
- Emanuela Baroni in The Hot Zone - Area di contagio
- Rachele Paolelli in Mr. Monk's Last Case: A Monk Movie

## Programmi televisivi
- InHouse-CON - talk-show (2020)
- The 21st ACTRA Awards in Toronto - speciale TV (2023)

## Teatro
- Addicted, regia di Raven Dauda (2018)

## Riconoscimenti
- ACTRA Awards
  - 2023 - Miglior interpretazione - Non conforme al genere o femminile per Cinque giorni al Memorial[1]
- Dora Awards
  - 2018 - Miglior interpretazione per Addicted[6]